# Kintla Lake Ranger Station
La Kintla Lake Ranger Station est une cabane américaine dans le comté de Flathead, dans le Montana. Construite autour de 1900, cette cabane en rondins sur les bords du lac Kintla a d'abord servi d'habitation avant de devenir une station de rangers. Protégée au sein du parc national de Glacier, elle est inscrite au Registre national des lieux historiques depuis le 14 février 1986.